# زیردریایی یو-۳۵۴
زیردریایی یو-۳۵۴ (به انگلیسی: German submarine U-354) یک زیردریایی بود که طول آن ۶۷٫۱ متر (۲۲۰ فوت ۲ اینچ) بود. این زیردریایی در سال ۱۹۴۳ ساخته شد.